# Valentin Ghionea
Valentin Marian Ghionea (ur. 29 kwietnia 1984 w Baia Mare) – rumuński piłkarz ręczny, prawoskrzydłowy, od 2018 zawodnik Sportingu.

## Kariera klubowa
Początkowo występował w Minaurze Baia Mare (2003–2005) i Dinamie Bukareszt (2005–2007). W sezonie 2006/2007 w barwach Dinama Bukareszt rzucił 241 goli i został królem strzelców rumuńskiej ekstraklasy. W sezonie 2006/2007 rozegrał ponadto sześć meczów w Pucharze Zdobywców Pucharów, w których rzucił 44 gole, co dało mu 3. miejsce w klasyfikacji najlepszych strzelców rozgrywek. W latach 2007–2010 reprezentował barwy Picku Szeged, z którym zdobył Puchar Węgier i przez trzy sezony występował w Lidze Mistrzów, w której rzucił 110 bramek. Następnie grał w UCM Reșița, Universitatea Cluj-Napoca i HCM Constanța.
W 2012 został zawodnikiem Wisły Płock. W sezonach 2012/2013 (144 bramki), 2013/2014 (136 bramek), 2014/2015 (141 bramek), 2016/2017 (136 bramek) oraz 2017/2018 (149 bramek) był najlepszym strzelcem płockiego klubu w Superlidze. W sezonach 2015/2016 (35 bramek), 2016/2017 (27 bramek) oraz 2017/2018 (22 bramki) zdobył zaś najwięcej goli dla Wisły w rozgrywkach Pucharu Polski. W sezonie 2012/2013 rzucił dla płockiej drużyny 30 bramek w sześciu meczach fazy grupowej Pucharu EHF, natomiast w latach 2013–2018 zdobył 210 goli w Lidze Mistrzów.
W 2018 został zawodnikiem portugalskiego Sportingu.

## Kariera reprezentacyjna
W 2002 uczestniczył w młodzieżowych mistrzostwach Europy w Polsce, podczas których zdobył trzy gole. W 2004 wziął udział w mistrzostwach Europy U-20 na Łotwie – zagrał w siedmiu spotkaniach i zdobył 63 bramki, co dało mu 2. miejsce w klasyfikacji najlepszych strzelców turnieju. Został również wybrany najlepszym prawoskrzydłowym mistrzostw. W 2005 uczestniczył w mistrzostwach świata U-21 na Węgrzech, w których rozegrał osiem meczów i rzucił 59 goli, zajmując 5. miejsce w klasyfikacji najlepszych strzelców turnieju.
W reprezentacji Rumunii zadebiutował w 2002. W 2009 uczestniczył w mistrzostwach świata w Chorwacji (15. miejsce), rzucając w dziewięciu meczach 58 bramek, co dało mu 4. pozycję w klasyfikacji najlepszych strzelców turnieju. Podczas mistrzostw świata w Szwecji (2011) wystąpił w siedmiu meczach i zdobył 29 goli.
W 2008 i 2015 wybierany był przez rumuńską federację piłki ręcznej najlepszym szczypiornistą kraju.

## Życie prywatne
Żonaty z piłkarką ręczną Renatą Ghioneą.

## Sukcesy
Pick Szeged
- Puchar Węgier: 2007/2008

HCM Constanța
- Mistrzostwo Rumunii: 2011/2012
- Puchar Rumunii: 2011/2012

Indywidualne
- Król strzelców rumuńskiej ekstraklasy: 2006/2007 (241 bramek; Dinamo Bukareszt)[2]
- 2. miejsce w klasyfikacji najlepszych strzelców mistrzostw Europy U-20 na Łotwie w 2004 (63 bramki)[8]
- 3. miejsce w klasyfikacji najlepszych strzelców Pucharu Zdobywców Pucharów: 2006/2007 (44 bramki; Dinamo Bukareszt)[3]
- 4. miejsce w klasyfikacji najlepszych strzelców mistrzostw świata w Chorwacji w 2009 (58 bramek)[11]
- 5. miejsce w klasyfikacji najlepszych strzelców mistrzostw świata U-21 na Węgrzech w 2005 (59 bramek)[9]
- Najlepszy prawoskrzydłowy mistrzostw Europy U-20 na Łotwie w 2004[8]
- Najlepszy piłkarz ręczny Rumunii: 2008, 2015[13]

## Statystyki w Wiśle Płock

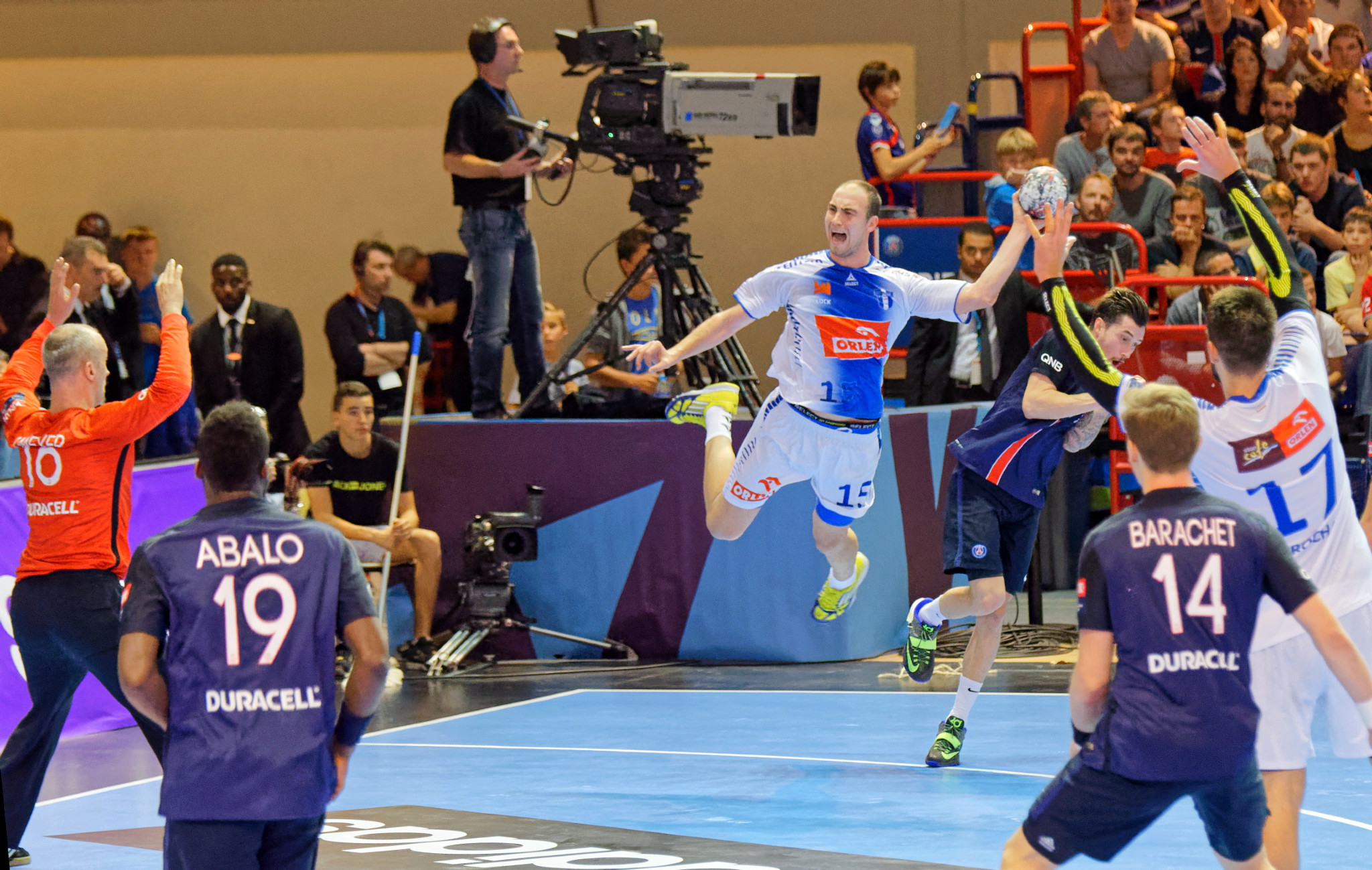
Valentin Ghionea oddaje rzut w meczu Ligi Mistrzów z francuskim PSG (2015)

| Wisła Płock                               | 2012/2013 | 28  | 144 | 5,1 | 4  | 20  | 5   | Puchar EHF    | 8  | 38  | 4,8 | 40  | 202  | 5,1 |
| Wisła Płock                               | 2013/2014 | 27  | 136 | 5   | 4  | 22  | 5,5 | Liga Mistrzów | 12 | 65  | 5,4 | 43  | 223  | 5,2 |
| Wisła Płock                               | 2014/2015 | 28  | 141 | 5   | 3  | 11  | 3,7 | Liga Mistrzów | 11 | 42  | 3,8 | 42  | 194  | 4,6 |
| Wisła Płock                               | 2015/2016 | 30  | 122 | 4,1 | 5  | 35  | 7   | Liga Mistrzów | 16 | 47  | 2,9 | 51  | 204  | 4   |
| Wisła Płock                               | 2016/2017 | 32  | 136 | 4,3 | 5  | 27  | 5,4 | Liga Mistrzów | 14 | 25  | 1,8 | 51  | 188  | 3,7 |
| Wisła Płock                               | 2017/2018 | 34  | 149 | 4,4 | 3  | 22  | 7,3 | Liga Mistrzów | 14 | 31  | 2,2 | 51  | 202  | 4   |
| Wisła Płock                               | Razem     | 179 | 828 | 4,6 | 24 | 137 | 5,7 | –             | 75 | 248 | 3,3 | 278 | 1213 | 4,4 |
| Opracowano na podstawie danych ZPRP i EHF |           |     |     |     |    |     |     |               |    |     |     |     |      |     |